# Tsebrykove
Tsebrykove (ukrainien : Цебрикове, russe : Це́бриково) est une commune urbaine de l'oblast d'Odessa, en Ukraine. Elle compte 2 758 habitants en 2021.

## Histoire
Jusqu'à la Seconde Guerre mondiale, la communauté portait le nom allemand de Hoffnungstal (retranscrit en cyrillique russe : Гофнунгсталь), et était peuplée par des allemands.